# Хылинские
Хылинские (пол. Chyliński, Chileński, Chiliński) — дворянский род.
Войтех владел в 1667 году в Рожанской Земле имением Хылины и Паево. Андрей получил в 1779 году назначение в должность Ловчего Саноцкого.

## Описание герба
В красном поле золотая подкова, обращенная шипами вверх, в середине её золотой крест, а над шлемом и короною смотрящий вправо ястреб, с привязанными к лапе бубенчиками, держит такую же подкову. Намет красный с золотом.